# ارالدو کوریا
ارالدو کوریا (انگلیسی: Eraldo Correia؛ زادهٔ ۱۹ ژانویهٔ ۱۹۸۲) بازیکن فوتبال اهل برزیل است.